# Richard Maitland
För andra betydelser, se Richard Maitland (olika betydelser).
Richard Maitland (av Lethington), född 1496, död den 1 augusti 1586, var en skotsk jurist, skald och samlare av folkpoesi, far till William och John Maitland.
Maitland blev, trots att han var blind, 1561 medlem av Maria Stuarts råd och överdomare (Lord of Session) samt var 1562-67 skotsk sigillbevarare. Han skrev åtskilliga, mest satiriska, dikter (1830 utgivna av den efter honom uppkallade Maitland Club) och är mest känd som samlare av skotsk folkpoesi. 
Maitlands värdefulla folkvisesamling, nu i Cambridge (i Magdalene Colleges bibliotek), anlitades av biskop Percy och utgavs delvis av Pinkerton ("Ancient Scottish Poems", 2 band, 1786); "The Scottish Text Society" stod bakom den fullständiga, kritiska editionen.